# KRI Ardadedali (404)
Le KRI Ardadedali (404) est un sous-marin de la marine indonésienne. Il fait partie de la classe Chang Bogo améliorée, également connue sous le nom de classe Nagapasa.

## Spécifications
Comme les autres sous-marins diesel-électriques de classe Nagapasa, le KRI Ardadedali a une longueur hors-tout de 61,2 mètres avec une largeur de 6,25 mètres et un tirant d'eau de 5,5 mètres. Il a une vitesse de pointe de 21,5 nœuds (39,8 km/h) lorsqu’il est immergé et de 11 nœuds (20 km/h) en surface. Le navire est propulsé par 4 générateurs diesel MTU 12V 493. Il transporte un équipage allant jusqu’à 40 personnes et il est équipé de tubes lance-torpilles de 533 mm. Le KRI Ardadedali a un rayon d'action maximal de 10000 milles marins (18520 kilomètres). Les sous-marins de la classe Nagapasa possèdent également des contre-mesures de torpilles acoustiques ZOKA fabriquées par la société turque ASELSAN.

## Historique
Le navire a été commandé le 21 décembre 2011 dans le cadre d’un contrat de 1,07 milliard de dollars entre l’Indonésie et la Corée du Sud pour la fourniture de trois sous-marins, contrat remporté par Daewoo Shipbuilding & Marine Engineering (DSME). Dans le cadre de l’accord, deux des sous-marins (les KRI Nagapasa et Ardadedali) ont été construits en Corée du Sud, tandis que le troisième (KRI Alugoro (405)) a été construit dans le chantier naval de PT PAL Indonesia à Surabaya dans le cadre d’un programme de transfert de technologie. La quille du KRI Ardedali a été posée en 2014 et il a été lancé le 24 octobre 2016.
Le KRI Ardadedali a été livré et mis en service lors d’une cérémonie au chantier naval de DSME à Okpo, Geoje, le 25 avril 2018, avant de se rendre à sa base de Surabaya. Il est attaché au 2e commandement de la flotte de la marine indonésienne, basé à Surabaya. Son nom Ardadedali est basé sur une flèche en possession d’Arjuna dans l’épopée du Mahabharata.